# Paulien van Deutekom
Paulien Ilse Maria (Paulien) van Deutekom-van der Kooi (Den Haag, 4 februari 1981 − Stichtse Vecht, 2 januari 2019) was een Nederlands schaatsster. In 2008 werd ze wereldkampioene allround.

## Biografie
Paulien van Deutekom startte haar carrière bij Schaatsclub Gouda, waar ook  Ingrid Paul, Andrea Nuyt, Ted-Jan Bloemen en Tim Salomons hebben geschaatst.
Al snel werd Van Deutekom lid van de selectiegroep onder leiding van Wim Nieuwenhuizen. Vervolgens stapte zij over naar de gewestelijke selectie van Zuid-Holland. Daar werd zij getraind door Wim den Elsen, de coach die daarvoor Bob de Jong en Gianni Romme (weer) naar de top bracht. De 3D-schaats is een type schaats waarvan zij het klapmechanisme in 1999 ging testen in opdracht van industrieel ontwerper Maurits Homan en Hans Veldhuis, net als Moniek Kleinsman.

### Seizoen 2005/2006
Begin november 2005 verraste Van Deutekom door tijdens de kwalificatiewedstrijden voor de World Cups zich tussen en zelfs voor de gevestigde orde te plaatsen.
Tijdens haar eerste World Cup-wedstrijd op 13 november in de Olympic Oval in het Canadese Calgary verbeterde ze het Nederlands record van Annamarie Thomas op de 1500 meter door 1.55,43 te schaatsen. Een week later raakte Van Deutekom dit record echter alweer kwijt, toen in Salt Lake City het record weer werd aangescherpt door Ireen Wüst tot 1.54,93.
Op 27 december 2005 kwalificeerde Van Deutekom zich tijdens het Nederlands kampioenschap afstanden in Heerenveen op diezelfde 1500 meter voor de Olympische Winterspelen 2006 in Turijn. Haar tijd van 1.58,93 was ruim twee seconden langzamer dan die van de winnares Ireen Wüst, maar sneller dan de tijden van Renate Groenewold en Wieteke Cramer en daarmee voldoende voor de kwalificatie. Drie dagen later eindigde Van Deutekom op een vierde plaats op de 1000 meter achter Ireen Wüst, Marianne Timmer en Annette Gerritsen.
De vierde tijd was normaal gesproken goed genoeg geweest voor kwalificatie, ware het niet dat Van Deutekom op deze afstand niet was genomineerd en Barbara de Loor niet kon starten. Daarom diende Van Deutekom op 13 januari 2006 de strijd aan te gaan met De Loor; De Loor won de onderlinge wedstrijd waardoor Van Deutekom haar tweede ticket niet wist te verzilveren. Wel maakt ze deel uit van de achtervolgingsploeg.
Op 22 februari 2006 reed Van Deutekom de 1500 meter op de Olympische Spelen van Turijn. Ze eindigde op de 13de plaats. Vanaf mei 2006 was Van Deutekom lid van de TVM-ploeg van Gerard Kemkers.

### Seizoen 2006/2007
Tijdens de NK Afstanden van 2007 werd Van Deutekom vierde op de 1000 meter en derde op de 1500 en 3000 meter. Op deze afstanden plaatste Van Deutekom zich voor de wereldbekerwedstrijden van dat seizoen.
Met een vierde plaats op het NK Allround plaatste ze zich voor het eerst voor een EK allroundtoernooi. Ze eindigde op de zevende plaats in het klassement en plaatste zich daar tevens mee voor haar eerste optreden op een WK Allroundtoernooi. Hier eindigde ze (als vijfde Europese) op de zesde plaats in het klassement.
Aan het einde van het seizoen deed ze mee aan de WK Afstanden. Ze werd vijfde op de 1000 meter en zesde op de 3000 meter.

### Seizoen 2007/2008

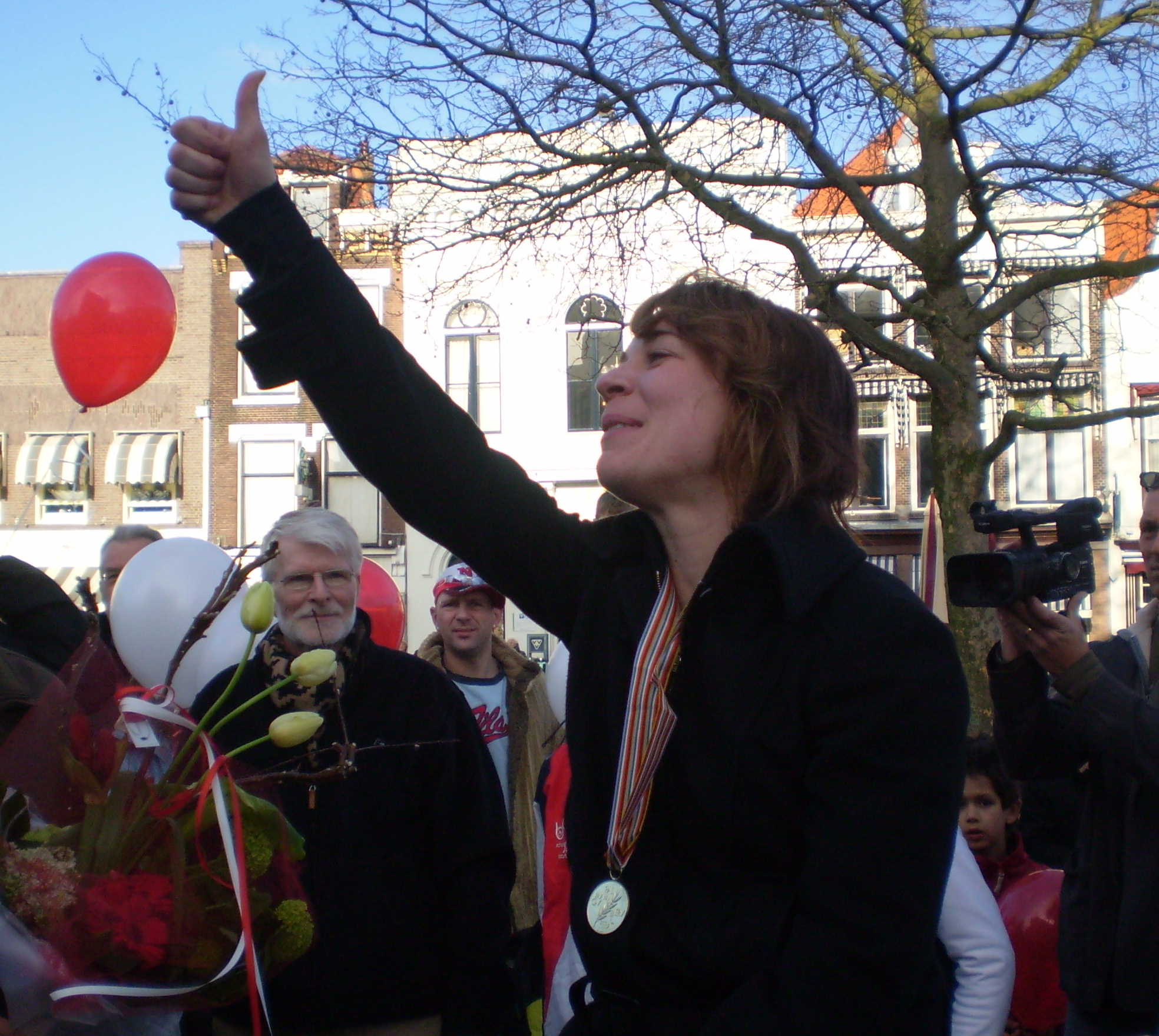
Aankomst huldiging Gouda

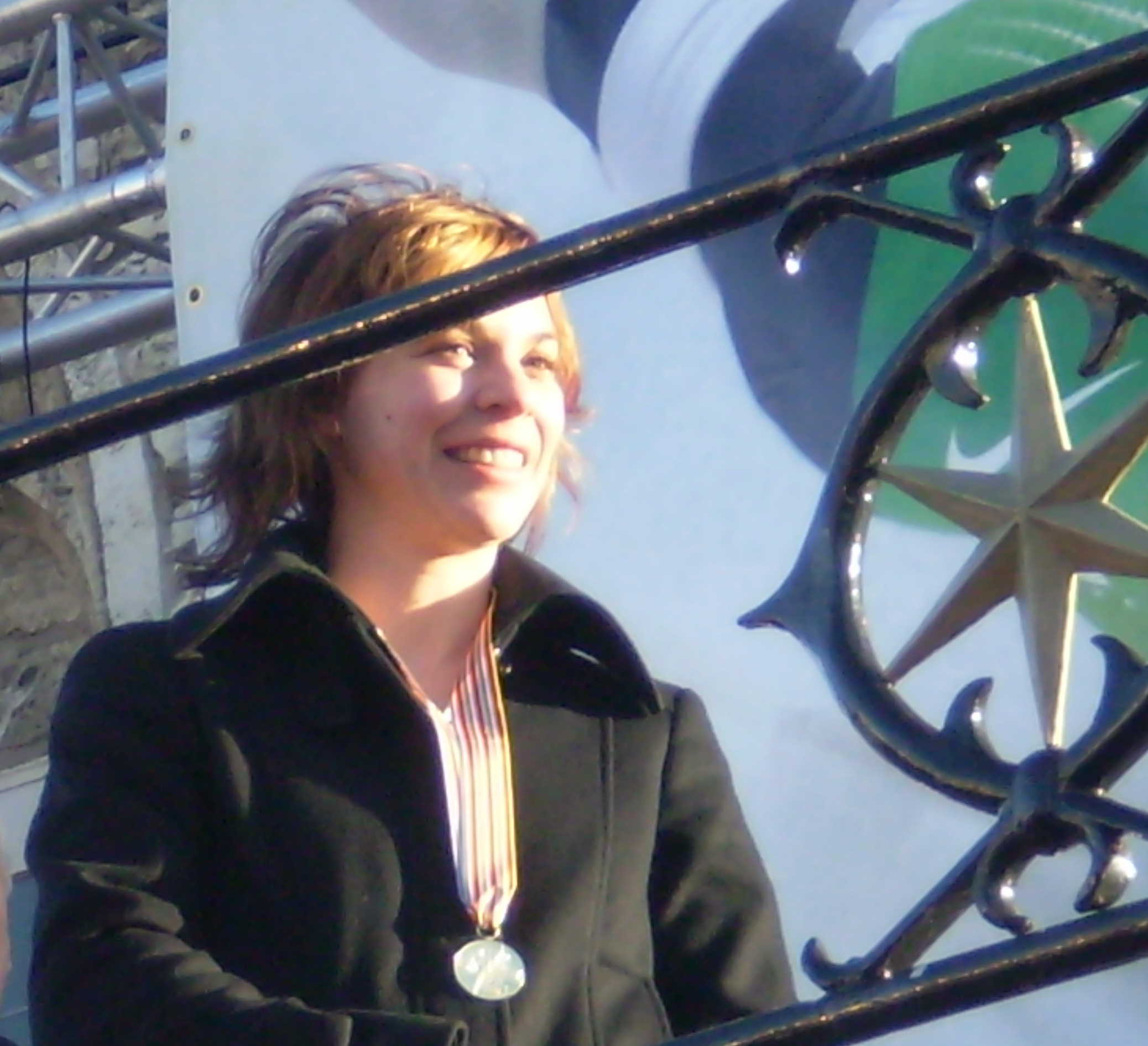
Van Deutekom wordt gehuldigd

Van Deutekom behaalde op het NK Afstanden goud op de 1000 meter en 1500 meter, en brons op de 3000 meter.
Op het EK allround veroverde ze de zilveren medaille middels vier podiumplaatsen op de afstanden. Ze werd tweede op de 1500m en derde op de 500m, 3000m en 5000m.
Vlak na het EK bleek dat ze mee mocht doen aan het WK sprint, waar ze zich als reserve voor geplaatst had. Dit kwam doordat Margot Boer had afgezegd wegens een blessure. Ze werd in het eindklassement twaalfde.
Op de eerste dag van het WK Allround in Berlijn eindigde ze op de 500 meter op de vijfde plaats. Ze won de 3000 meter, voor favoriet Ireen Wüst. Na de eerste dag stond ze eerste in het tussenklassement, waardoor ze ineens de favorietenrol kreeg toebedeeld. Ook op de tweede dag bleef ze na de 1500 meter (ze werd hier tweede) aan de leiding en op de slotafstand, de 5000 meter (ze werd hier derde), hield ze de voorsprong vast, waardoor ze de vijfde Nederlandse wereldkampioen werd. Stien Kaiser (1967-1968), Atje Keulen-Deelstra (1970, 1972-1973-1974), Renate Groenewold (2004) en Ireen Wüst (2007) waren haar voor gegaan.
Op 11 februari 2008 maakte een TVM-woordvoerder bekend dat Van Deutekom in gesprek was met de schaatsploeg om het tijdelijke contract te verlengen tot na de Spelen van 2010 in Vancouver. Er liepen al dergelijke onderhandelingen, maar de wereldkampioene had daar toen geen haast mee.
Op 12 maart 2008 werden Van Deutekom en Kramer uitgeroepen tot Schaatser van het Jaar. Hiervoor krijgen de TVM-schaatsers de Ard Schenk Award.
Op 14 maart 2008 werd Van Deutekom in haar woonplaats Gouda gehuldigd vanwege haar gouden medaille op het WK Allround in Berlijn. Ze werd tevens benoemd tot ambassadeur van de stad.

### Seizoen 2008/2009
Na een aantal goede seizoenen ging het een stuk minder. De harde trainingsmethoden binnen de TVM-ploeg leidden tot overtraining, een fenomeen waar meerdere TVM-schaatsers, zoals Erben Wennemars en Ireen Wüst ook onder hebben geleden.
In eerste instantie leek er weinig aan de hand; ze won de 1000 en 1500 meter en werd tweede op de 3000 meter bij het NK Afstanden. Uiteindelijk moest ze vroegtijdig haar seizoen afbreken. Voor het seizoen 2010/2011 werd het contract met TVM niet verlengd.

### Seizoen 2009/2010
Ook dit seizoen liep minder goed. Uiteindelijk besloot ze om weer een langere periode van rust in te bouwen. In de zomer van 2010 maakte ze de overstap naar de Control Schaatsploeg onder leiding van Jac Orie. Met deze overstap hoopte ze haar vorm weer terug te vinden. Haar overstap naar Ories formatie valt te vergelijken met die van Mark Tuitert in het seizoen 2005/2006 toen hij overtraind was en het allrounden vaarwel zei.

### Seizoen 2010/2011 en 2011/2012
Van Deutekom plaatste zich weliswaar voor de NK Afstanden 2011, maar trok zich vlak voor het toernooi terug.
Ook het NK Afstanden 2012 verliep teleurstellend; ze wist zich niet te plaatsen voor de eerste wereldbekerwedstrijden. Tijdens de tweede Holland Cup in Assen won ze de 1500 meter, voor Marije Joling en Roxanne van Hemert. Tijdens de kwalificatiewedstrijden voor het tweede deel van het seizoen, de KNSB Schaatsweek, werd ze vierde op de 1500 meter waarmee ze haar rentree maakt voor de wereldbekerwedstrijden.
Op 3 maart 2012 kondigde Van Deutekom aan te stoppen met schaatsen.

### Na het schaatsen
Ze deed mee aan het televisieprogramma Expeditie Poolcirkel van de AVRO, een programma waarin Bekende Nederlanders met elkaar de strijd aangaan om als eerste de Poolcirkel te bereiken. Het eerste seizoen werd in januari 2013 door Van Deutekom gewonnen.
Tijdens de Olympische Spelen van 2014 werkte ze als analist voor de NOS bij diverse schaatsonderdelen. Daarna ging ze aan de slag bij Topsport Amsterdam. Zij werd accountmanager van het Centrum voor Topsport & Onderwijs (CTO) Amsterdam voor roeien en vrouwenvoetbal. Daarnaast was zij ook als topsportleefstijl coach werkzaam. Ze was getrouwd en kreeg in 2017 een dochter.
In maart 2018 was Van Deutekom samen met vele andere (oud-)schaatskampioenen te gast bij een speciaal diner in het Rijksmuseum, ter ere van het 125ste WK allround dat dan in Amsterdam wordt gehouden.
In de zomer van 2018 werd er bij haar longkanker geconstateerd, waar zij op 2 januari 2019 aan overleed. Op 9 januari 2019 werd Van Deutekom in Appingedam begraven.

## Paulien van Deutekom Foundation
Hoewel ze niet rookte en gezond leefde, kreeg ze toch longkanker. Na haar overlijden hebben haar man en haar oud-schaatsteam, team-Nuyt, de Paulien van Deutekom Foundation opgericht. De foundation haalt geld op voor onderzoek naar longkanker. In het Amsterdam UMC waar Van Deutekom werd behandeld, doen ze de PAULIEN studie, die financieel mede mogelijk is gemaakt door de foundation. In deze studie wordt het effect van de toevoeging van chemotherapie aan de behandeling met immunotherapie voor patiënten met niet-kleincellig longkanker onderzocht.

## Persoonlijke records
| Afstand      | Tijd     | Datum            | Baan       |
| ------------ | -------- | ---------------- | ---------- |
| 500 meter    | 39,40    | 12 januari 2008  | Kolomna    |
| 1000 meter   | 1.15,70  | 2 maart 2007     | Calgary    |
| 1500 meter   | 1.54,44  | 17 november 2007 | Calgary    |
| 3000 meter   | 3.59,18  | 4 maart 2007     | Calgary    |
| 5000 meter   | 7.02,40  | 13 januari 2008  | Kolomna    |
| 10.000 meter | 15.43,17 | 23 maart 2001    | Heerenveen |

## Resultaten
| Jaar | NK Afstanden                           | NK Sprint | NK Allround | EK Allround | WK Allround | WK Sprint | WK Afstanden                                        | Olympische Spelen          | Wereldbeker                                     |
| ---- | -------------------------------------- | --------- | ----------- | ----------- | ----------- | --------- | --------------------------------------------------- | -------------------------- | ----------------------------------------------- |
| 1999 | 15e 3000m                              |           |             |             |             |           |                                                     |                            |                                                 |
| 2000 | 11e 1500m 10e 3000m                    |           |             |             |             |           |                                                     |                            |                                                 |
| 2001 | -                                      | 15e       |             |             |             |           |                                                     |                            |                                                 |
| 2002 | 16e 1000m 16e 1500m 11e 3000m 6e 5000m | 16e       | NC13        |             |             |           |                                                     |                            |                                                 |
| 2003 | 12e 3000m                              |           | NC14        |             |             |           |                                                     |                            |                                                 |
| 2004 | 14e 1500m 17e 3000m                    |           | NC11        |             |             |           |                                                     |                            |                                                 |
| 2005 | 13e 500m 8e 1000m 15e 1500m 14e 3000m  | 12e       | NC11        |             |             |           |                                                     |                            |                                                 |
| 2006 | 4e 1000m · 1500m                       | 9e        |             |             |             |           |                                                     | 13e 1500m 6e achtervolging | 11e 1000m 6e 1500m                              |
| 2007 | 4e 1000m · 1500m · 3000m               |           | 4e          | 7e          | 6e          |           | 5e 1500m · 6e 3000m · achtervolging                 |                            | 25e 1000m · 6e 1500m · 9e 3/5km · achtervolging |
| 2008 | 1000m · 1500m · 3000m                  | 4e        | Brons       | Zilver      | Goud        | 12e       | 5e 1000m · 1500m · 3000m · 8e 5000m · achtervolging |                            | 9e 1000m 4e 1500m 13e 3/5km 6e achtervolging    |
| 2009 | 7e 500m · 1000m · 1500m · 3000m ·      | 5e        | Brons       | 4e          | 7e          |           |                                                     |                            | 29e 1000m 24e 1500m 22e 3/5km                   |
| 2010 | 13e 1000m 9e 3000m                     |           |             | 12e         |             |           |                                                     |                            | 35e 1500m 39e 3/5km 5e achtervolging            |
| 2011 | -                                      |           | 10e         |             |             |           |                                                     |                            |                                                 |
| 2012 | 12e 1000m 15e 1500m 13e 3000m          |           | NC13        |             |             |           |                                                     |                            |                                                 |

NC# = niet gekwalificeerd voor de laatste afstand, maar wel als # geklasseerd in de eindrangschikking

### Medaillespiegel
| Kampioenschap | Goud · | Zilver · | Brons · |
| ------------- | ------ | -------- | ------- |
| NK Afstanden  | 4      | 2        | 3       |
| NK Allround   | 0      | 0        | 2       |
| EK Allround   | 0      | 1        | 0       |
| WK Afstanden  | 1      | 3        | 0       |
| WK Allround   | 1      | 0        | 0       |

- Gemeinsame Normdatei: 1174751908
- Virtual International Authority File: 3618154688486248380008